# Trametsch
La Trametsch è una pista sciistica situata a Bressanone, in Italia.

## Origine del nome

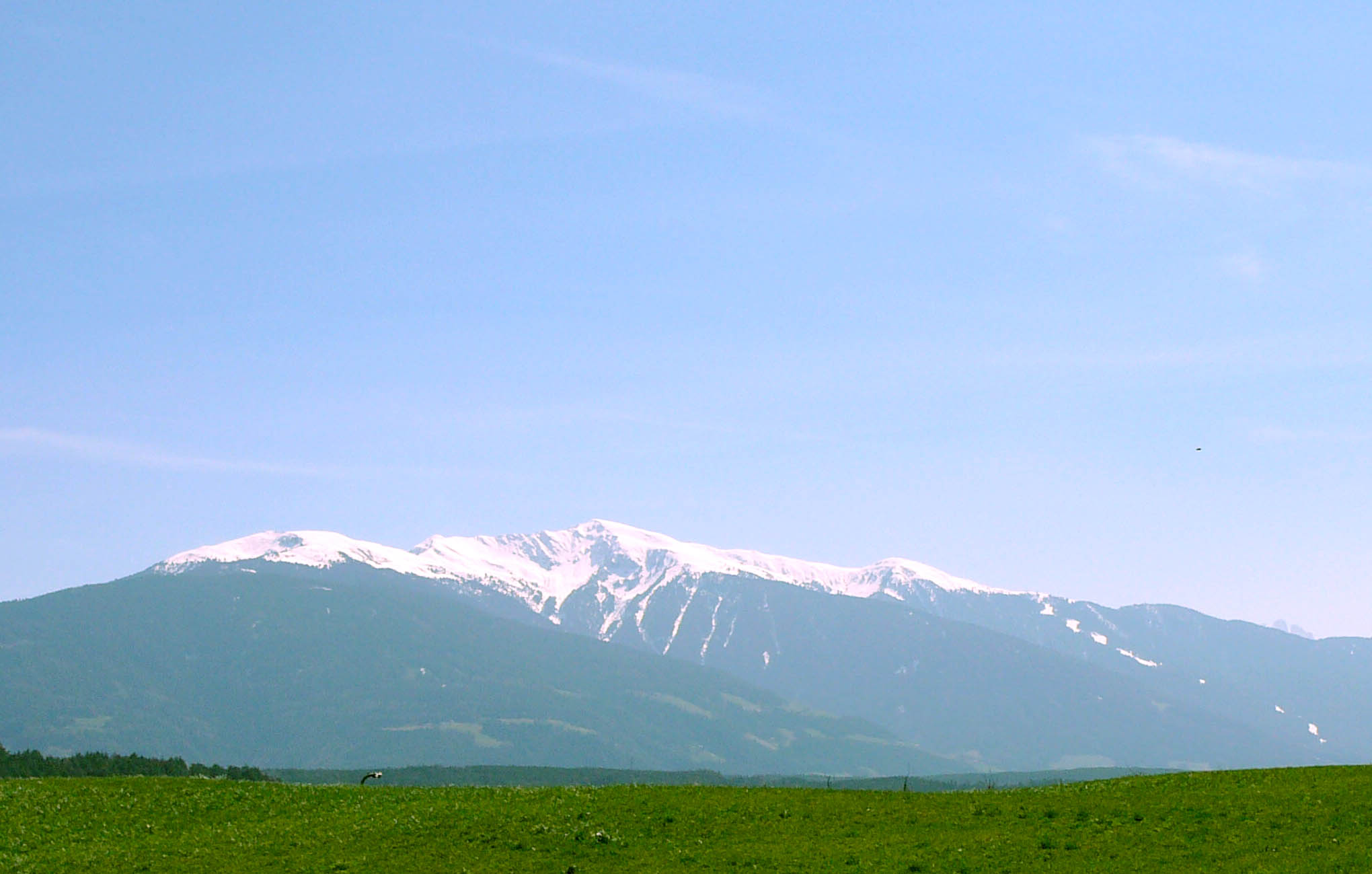
La Plose, dove è visibile la pista della Trametsch che da Valcroce porta a Sant'Andrea

Il termine Trametsch deriva dall'omonimo torrente che scende dalla cima della montagna, fino a sfociare a valle nell'Isarco.

## Descrizione
La pista vanta un percorso di ben 9 chilometri, con un dislivello di 1450 metri.
La pista parte dal rifugio Plose, posto in cima alla montagna omonima, e passando per Valcroce (Kreuztal), si immette nel bosco, fino a raggiungere Sant'Andrea in Monte (in ted. St. Andrä).
D'estate, lungo i pendii della pista si svolge la gara di Mountainbike-Downhill Caidom.

## Storia

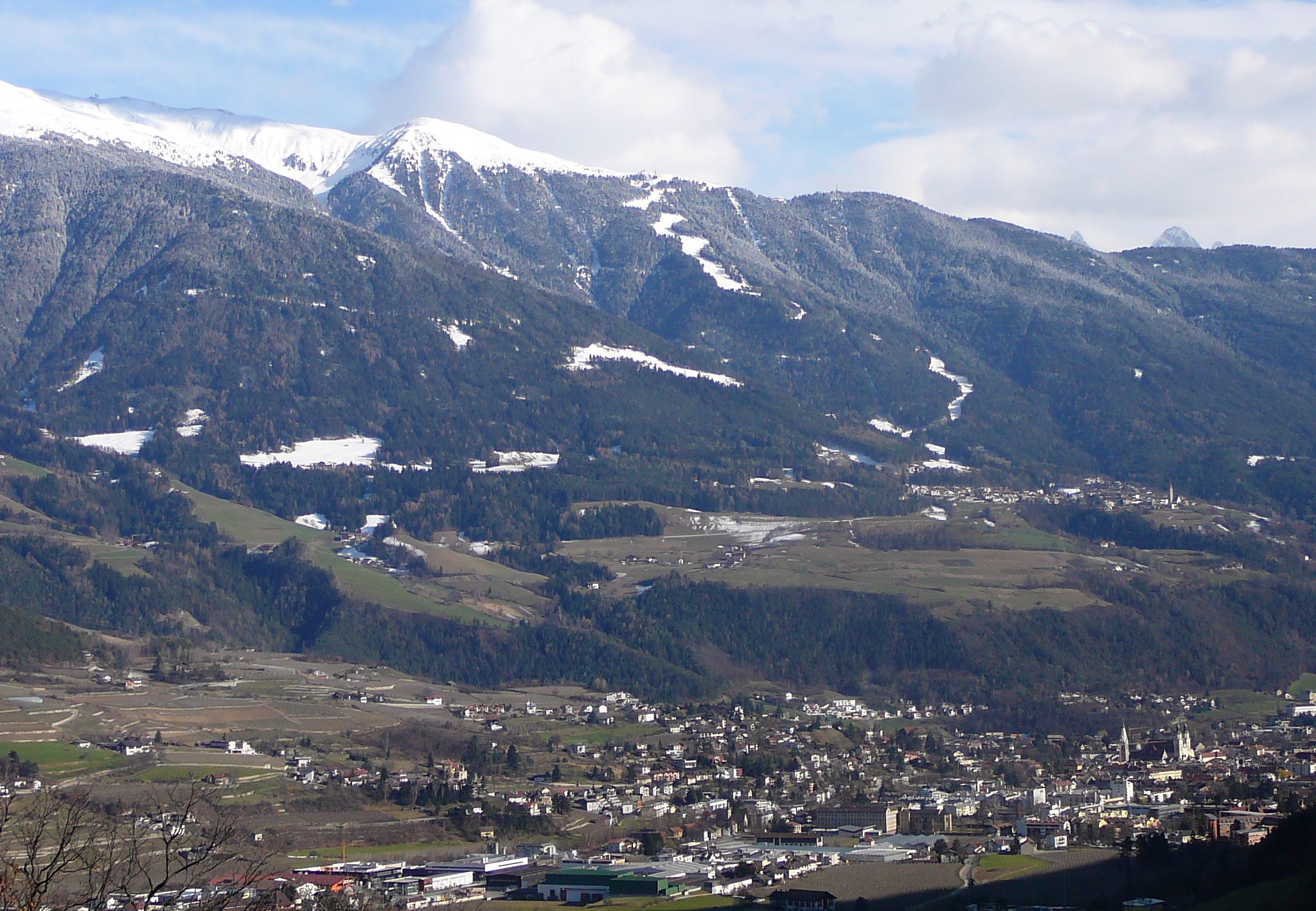
Vista della Plose e della sottostante città di Bressanone.

L'idea di costruire questa pista da sci nacque negli anni in cui si iniziò la costruzione della funivia. Questa fu attiva già dal 1964; vi erano impiegati Zeno Giacomuzzi, Reinhold Knollseisen, Karl Vallazza, Hubert Fink ed Ernst Cimadon i quali pensarono alla costruzione di una pista che passasse in mezzo al bosco, cosa che in Alto Adige allora non esisteva; l'unica esistente all'epoca era quella che scendeva dal Patscherkofel di Innsbruck (2.246 m s.l.m.).
Inizialmente si dovettero ottenere i permessi dai proprietari dei boschi. Nella parte più alta (dove oggi si trova la seggiovia a 4 posti), fu costruito nel 1966 uno skilift, entrato in funzione il 6 gennaio dell'anno successivo. Iniziava così  a definirsi una parte del tracciato. In seguito sorse il problema di eliminare i resti dei cippi degli alberi tagliati rimasti in mezzo alla pista. Una prima soluzione ipotizzata fu l'utilizzo di sostanze chimiche portate da Innsbruck; in seguito invece si decise per l'utilizzo di escavatori che completarono il tratto alto durante l'estate del 1967. La parte più bassa del tracciato fu più ardua da effettuare: furono necessari diversi sopralluoghi per la scelta dell'itinerario migliore, oltre al ricorso a materiale esplosivo e all'intervento dei militari. La Sportverein di Bressanone, allora presieduta da Peter Unterleitner, riuscì ad ottenere un contributo finanziario dalla FISI.
Una volta completata la costruzione dell'intero tratto della pista, si iniziò a pensare allo sfruttamento della nuova pista per competizioni a livello nazionale, come ad esempio i Campionati italiani di sci alpino del 1971. La Saslong era stata ultimata pochi anni prima.
Nella metà degli anni ottanta si realizzò la nuova cabinovia, che partiva da Sant'Andrea e arrivare a Valcroce. La pista fu quindi adattata a questo nuovo impianto di risalita, soprattutto per quanto riguarda la parte superiore del tracciato. Nel 2004 la pista è stata restaurata, tenendo conto della novità degli sci da carving; oltre all'eliminazione dei punti potenzialmente pericolosi, si è aggiunto un nuovo impianto per l'innevamento artificiale.
Dal 2009 la pista è affiancata da una pista da slittino su pista naturale, che parte da Valcroce raggiungendo Sant'Andrea. La pista è in realtà composta da due piste contigue:
- Rudirun1, lunga 5,2 km;
- Rudirun2, lunga 4,8 km.

Ovvero in totale 10 chilometri, che la rendono una delle piste da slittino più lunghe dell'Alto Adige.